# Обнажённая молодая женщина с зеркалом
Обнажённая молодая женщина с зеркалом (итал. Giovane donna nuda allo specchio) — картина итальянского художника эпохи Возрождения Джованни Беллини (1433—1516), представителя венецианской школы живописи. Одна из последних работ итальянского живописца. Создана в 1515 году. Хранится в Музее истории искусств в Вене (инв. № GG 97).

## История
Картина создана в период, когда художнику было более 80-ти лет. Это одно из немногих произведений Беллини на светскую тему, как и «Пир богов» (хранится в Национальной галерее искусства в Вашингтоне), написанная в 1514 году для Альфонсо I д'Эсте, герцога Феррары. Выбор такой темы, вероятно, объясняется тем, что Беллини начал по-новому воспринимать творчество своих учеников: Джорджоне (1477—1510) и Тициана (1490—1576).
Картина была приобретена Джеймсом Гамильтоном, 1-м герцогом Гамильтон в 1638 году и оставалась в его семье до 1659 года, после чего была куплена Леопольдом Вильгельмом Австрийским и хранилась в Брюсселе.

## Тема
Изображение обнажённой женщины нехарактерно для творчества мастера. На картине изображена обнажённая молодая женщина во время утреннего туалета на фоне пейзажа. Она поправляет волосы, держа зеркало в руке, и благодаря тому, что на стене висит второе зеркало, зрителю видно украшение из богатого жемчужного ожерелья, прикреплённое к вышитой шали.
Лицо женщины, сидящей у окна с зеркалом в руке задумчиво, тонкие черты, присущие высокому происхождению, просты и благородны. Спокойствие, ясная одухотворённость характерны для всех лучших работ зрелого периода творчества Беллини. За окном виднеется пейзаж: густое синее небо, горы вдали и тонкая полоска низко висящего солнца. Эта картина с изображением идеализированной модели и пейзажем вдали напоминает некоторые живописные произведения Беллини, представляющие Деву Марию. Тем не менее, в данном случае художник, конечно, не имел намерения создать образ религиозного почитания; это вполне светский идеал женской красоты. Беллини предпринял попытку совместить пейзаж и фигуру и с помощью освещения создать мечтательное настроение, характерное в целом для венецианской школы живописи.